# 莫哈末哈欣胡先
丹斯里莫哈末哈欣胡先（Jeneral (B) Tan Sri Md Hashim bin Hussein，1946年6月2日—），柔佛新山人，上将。曾任马来西亚陆军第十八任总司令，从军队退役后担任马来西亚驻巴基斯坦大使、国家化学武器监管局主席等职务。

## 生平
哈欣胡先出生于马来西亚柔佛州的一个乡下。基於家庭于1963年考入马来西亚皇家学院（Royal Malay College）当学员。

## 陆军学习生涯
- 1964年被最高元首委任为皇家陆軍少尉。
- 1971年以特优成绩赴澳洲情报局受训。
- 1975年赴美国步兵学校受训。
- 1979年获得少校军衔，到马来西亚高级指挥系深造，学习一年后于1980年到英国步兵军校受训，在此不断提升个人作战、指挥能力、军事知识及精忠于国家的意识。
- 1989年升级为皇家陆军中校。并在马来西亚国防大学深造。同年获得英国伦敦国王学院“King's College”成为“战争学研究生”，通过两年学习获得“战争学”硕士学位。

## 陆军生涯
哈欣胡先 任职如下：
- 联邦森林战术指导专员，任职中尉
- 皇家軍事学院指导专员，任职上尉
- 第11皇家马来步兵营指挥，任职少校
- 马来西亚武装部队学院，任职少校
- 马来西亚于澳洲陆军军官学员互换，任职中校
- 马来西亚皇家陆军基础训练学校院长，任职上校
- 联合国波斯尼亚战区维和部队(UNPROFOR)首任指挥官，任职准将
- 协助创立马来西亚皇家第“10旅”特种伞兵部队首任指挥官（获得“伞兵之父”的称号），任职准将
- 马来西亚皇家陆军第4步兵师师长，任职少将
- 马来西亚国防陆军总部第一参谋长，任职中将
- 马来西亚国防陆军总部军官人事部副总参谋长，任职中将
- 马来西亚皇家陆军第18任总司令，任职上将

## 军旅生涯的句号
哈欣胡先于2002年卸任。服役34年军旅生活，并未赋闲。彪炳的战绩以及过往对国家的贡献，被马来西亚最高元首委任为“马来西亚驻巴基斯坦大使“。他在任马来西亚大使的三年，巩固了马来西亚与巴基斯坦两国的深交精神。
2005年回国交旨卸任大使职责。
同时马来西亚外交部特委任他为国家化学武器监管局主席。在2008年哈欣胡先选择卸甲归田。

## 名誉
在长达40年服务国家中获得马来西亚最高统治者与各州统治着的嘉奖赐封如下：
- PSM 联邦政府丹斯里 头衔
- SPTS 霹靂州 拿督斯裡 头衔
- DGMK 吉大州 拿督威拉 头衔
- SPMJ 柔佛州 拿督巴杜卡 头衔
- SPKK 吉蘭丹州 拿督 头衔
- DPMJ 柔佛州 拿督 头衔
- DSAP 彭亨州 拿督 头衔

7次获国家元首以及各州苏丹嘉奖与肯定

## 国外勋章
- 巴基斯坦：卓越军事服务勋章
- 韩国：保國勳章
- 波斯尼亚：一级波斯尼亚功勋
- 美国陆军：军团指挥功绩功勋
- 印度尼西亚：星鸟首席勋章
- 法国：国家军官功勋章
- 泰国：一级骑士大十字勋章